# Кунова (Польща)
Кунова (пол. Kunowa) — село в Польщі, у гміні Сколишин Ясельського повіту Підкарпатського воєводства.
Населення — 434 особи (2011).
У 1975—1998 роках село належало до Кросненського воєводства.

## Демографія
Демографічна структура станом на 31 березня 2011 року:
|          | Загалом | Допрацездатний вік | Працездатний вік | Постпрацездатний вік |
| -------- | ------- | ------------------ | ---------------- | -------------------- |
| Чоловіки | 218     | 36                 | 162              | 20                   |
| Жінки    | 216     | 39                 | 132              | 45                   |
| Разом    | 434     | 75                 | 294              | 65                   |